# Abenamar
Abu Bakr ibn Muḥammad ibn 'Ammār (in arabo أبو بكر محمد بن عمّار‎?), noto come Ibn Ammar, e nelle fonti spagnole trovato come Abenámar, (Silves, 1031 – 1086) è stato un poeta arabo muwallad.

## Biografia
Ibn Ammar discendeva da una famiglia iberica musulmana e divenne visir della taifa di Siviglia. Sebbene fosse povero e sconosciuto, la sua abilità nella poesia gli portò l'amicizia (o forse l'amore) del giovane Muhammad al-Muʿtamid. Tuttavia, il padre di Al-Mu'tamid disapprovava la relazione e lo mandò in esilio.
Al-Mu'tamid lo nominò primo ministro qualche tempo dopo la morte di suo padre Abbad II al-Mu'tadid. Ibn Ammar era noto per essere imbattibile nel gioco degli scacchi; secondo Abdelwahid al-Marrakushi, la sua vittoria in una partita convinse Alfonso VI di Castiglia a voltare le spalle a Siviglia.
Progettò l'annessione della taifa di Murcia al regno di Siviglia e convinse al-Mu'tamid a nominarlo suo governatore. Si proclamò re e interruppe i rapporti con al-Mu'tamid. Presto cadde in disgrazia, fu catturato in un'imboscata e imprigionato a Siviglia. Al-Mu'tamid inizialmente era incline al perdono, ma in seguito fu irritato da qualcosa che lesse in una lettera intercettata inviata da Ibn Ammar dalla sua cella di prigione. Il re uccise poi il poeta con le proprie mani.